# Dietrich Mücke
Karl August Dietrich Mücke (* 6. Oktober 1920 in Rybnik, Polen; † 10. Juni 2014 in Rostock) war ein deutscher Mediziner.

## Leben
Dietrich Mücke wurde in der polnischen Stadt Rybnik geboren. Seine Eltern waren das Lehrer-Ehepaar Albert Mücke und Alice Mücke, geb. Wycisk. Die Orientalistin Gudrun Goeseke war seine Schwester.
1939 legte Dietrich Mücke das Abitur in Sankt Afra in Meißen ab. Anschließend studierte er bis 1948 Humanmedizin an den Universitäten Göttingen und Leipzig. Er promovierte 1948 zum Dr. med. mit der Dissertation Die eosinophilen Leukozyten im peripheren Blute und ihre numerische Variabilität an der Universität Leipzig, wo er zuerst als Assistent, dann als Oberassistent tätig war.
1954 erschien mit der Einführung in mikrobiologische Bestimmungsverfahren im Verlag Thieme Leipzig eines seiner Hauptwerke, das 1957 zum zweiten Mal aufgelegt wurde.
1955 habilitierte sich Dietrich Mücke zum Thema Die Beeinflussung des Wachstums und des Stoffwechsels des biotinbedürftigen Testpilzes Allescheria boydii Shear 1699 in Leipzig. Anschließend war er dort als Dozent tätig, bevor er 1959 die Berufung zum Professor mit Lehrauftrag für Physiologische Chemie an der Universität Rostock erhielt. Im Jahre 1960 wurde Dietrich Mücke zum Affiliate der Royal Society of Medicine in London gewählt. 1963 erfolgte seine Berufung zum Professor mit Lehrstuhl und 1969 ordentlicher Professor für Biochemie an der Universität Rostock. 
1972 wurde Dietrich Mücke Mitglied des Rates für akademische Grade beim Ministerium für das Hoch- und Fachschulwesen der DDR.
Im Alter von 66 Jahren erfolgte 1986 seine Emeritierung. Am 9. Februar 1990 wurde Dietrich Mücke zum auswärtigen Mitglied der Akademie gemeinnütziger Wissenschaften zu Erfurt mit Sitz und Stimme in der Mathematisch-Naturwissenschaftlichen Klasse gewählt.
Seine Forschungsschwerpunkte waren physiologische Chemie und medizinische Biochemie, worüber er auch mehrfach publizierte.

## Auszeichnungen
- 1959 und 1971 Ehrennadel der Universität Leipzig
- 1973 Verdienstmedaille der DDR
- 1980 und 1984 Universitätspreis der Universität Rostock
- 1981 Humboldt-Medaille